# جاباري باركر
جاباري باركر (بالإنجليزية: Jabari Parker)‏ مواليد 15 مارس 1995 في شيكاغو، هو لاعب كرة سلة أمريكي بدأ مسيرته الاحترافية في سنة 2014 حيث تم اختياره من قبل فريق ميلووكي باكز خلال الدرافت، يلعب مع فريق ميلووكي باكز في الرابطة الوطنية لكرة السلة ويحمل الرقم 12. يبلغ طوله 6 قدم 8 بوصة (2.0 م).

## إحصائيات المسيرة

### الموسم الاعتيادي
| السنة   | الفريق       | لعب | بدأ | دقيقة | ميداني% | ثلاثية | حرة  | ارتداد | صنع | استلاب | تصدي | نقطة |
| ------- | ------------ | --- | --- | ----- | ------- | ------ | ---- | ------ | --- | ------ | ---- | ---- |
| 2014–15 | ميلووكي باكز | 25  | 25  | 29.5  | .490    | .250   | .697 | 5.5    | 1.7 | 1.2    | .2   | 12.3 |
| 2015–16 | ميلووكي باكز | 76  | 72  | 31.7  | .493    | .257   | .768 | 5.2    | 1.7 | .9     | .4   | 14.1 |
| المسيرة |              | 101 | 97  | 31.1  | .492    | .255   | .752 | 5.3    | 1.7 | 1.0    | .3   | 13.6 |

## روابط خارجية
- جاباري باركر على موقع الاتحاد الدولي لكرة السلة (الإنجليزية)
- جاباري باركر على موقع إن بي أي (الإنجليزية)
- جاباري باركر على موقع سبورتس رفرنس (الإنجليزية)
- جاباري باركر على موقع كرة السلة الأوروبية.كوم (الإنجليزية)
- جاباري باركر على موقع إي إس بي إن.كوم (الإنجليزية)
- جاباري باركر على موقع كلية كرة السلة في سبورتس رفرنس.كوم (الإنجليزية)
- جاباري باركر على موقع ريلجم (الإنجليزية)
- جاباري باركر على موقع بروبوليرز (الإنجليزية)